# Médaille du service distingué de la NASA
La médaille du service distingué de la NASA (en anglais : NASA Distinguished Service Medal) est la plus haute distinction qui peut être accordée par la National Aeronautics and Space Administration (NASA) des États-Unis.

## Histoire
La NASA Distinguished Service Medal est créée le 29 juillet 1959.
Sur recommandation de la Nasa, le président peut accorder un honneur encore plus élevé pour les astronautes, la médaille Congressional Space Medal of Honor.
La médaille était originellement décernée par le National Advisory Committee for Aeronautics (NACA), l'ancêtre de la NASA. La première médaille version Nasa (type I), avec le sceau NASA, a été attribuée à partir de 1959 et jusqu'en 1961, année où elle a été remplacée par l'actuelle médaille Type II. Seulement trois médailles de type I ont été décernées: à John W. Crowley (Director of Aeronautical and Space Research - Nasa), et aux astronautes Mercury Alan Shepard et Virgil Grissom.

## Processus de désignation
La médaille peut être attribuée à n'importe quel membre du gouvernement fédéral, y compris les militaires, astronautes et les employés civils. La médaille est attribuée pour services loyaux à ceux qui manifestent capacité et courage, et qui ont personnellement apporté une contribution permettant des progrès substantiels à la mission de la NASA. La contribution doit être si extraordinaire que d'autres formes de reconnaissance ne seraient insuffisantes.
Cette décoration pour les cadres supérieurs de la NASA, les dirigeants de contrôle de mission, et les astronautes qui ont effectué plusieurs vols spatiaux permet, en raison de son prestige, de porter l'uniforme actif de l'armée des États-Unis. Un autre exemple du même type est la décoration NASA Space Flight Medal.

## Lauréats

### 1959
- John W. Crowley, Jr. (first award)[1]

### 1961
- Alan Shepard (8 mai 1961)
- Virgil I. Grissom (22 juillet 1961)

### 1962
- John Glenn
- Wally Schirra (15 octobre 1962)
- Forrest S. Petersen[2] – pilote X-15

### 1965
- Wally Schirra (December 30, 1965)

### 1968
- James Webb

### 1969
- William A. Anders
- Frank A. Bogart
- Carroll H. Bolender
- Frank Borman
- Robert E. Bourdeau
- Eugene Cernan
- Roger B. Chaffee
- John F. Clark
- Raymond L. Clark
- Ozro M. Covington
- Kurt H. Debus
- Maxime Faget
- Robert Gilruth
- Harry H. Gorman
- Virgil I. Grissom
- Hans F. Gruene
- George H. Hage
- Wesley L. Hjornevik
- Lee B. James
- David M. Jones
- Kenneth S. Kleinknecht
- Christopher Kraft
- James Lovell
- George Low
- Charles W. Matthews
- James McDivitt
- Jessie L. Mitchell
- George Mueller
- John E. Naugle
- Edmund F. O'Connor
- Rocco Petrone
- Samuel C. Phillips
- Joseph Purcell
- Eberhard F. M. Rees
- Ludie G. Richard
- Arthur Rudolph
- Julian W. Scheer
- William C. Schneider
- Russell L. Schweickart
- David R. Scott
- Robert C. Seamans
- Willis H. Shapley
- Albert F. Siepert
- Donald K. Slayton
- Thomas P. Stafford
- Gerald M. Truszynski
- Wernher von Braun
- Hermann K. Weidner
- Edward H. White
- John J. Williams
- John W. Young

### 1970
- Buzz Aldrin
- Neil Armstrong
- Alan L. Bean

- Michael Collins
- Charles Conrad
- Richard F. Gordon

- Fred W. Haise
- James Lovell
- Thomas O. Paine
- Jack Swigert

### 1971
- Charles J. Donlan
- James B. Irwin
- Vincent L. Johnson
- Walter J. Kapryan
- Eugene Kranz
- Bruce T. Lundin
- Glynn S. Lunney
- James McDivitt
- Edgar Mitchell
- Bernard Moritz
- Dale D. Myers
- Oran W. Nicks
- Stuart Roosa
- David R. Scott
- Alan Shepard
- Sigurd A. Sjoberg
- John W. Townsend
- Alfred M. Worden

### 1972
- Charles M. Duke
- Paul Werner Gast
- William R. Lucas

- Hans M. Mark
- Thomas K. Mattingly
- Richard C. McCurdy

- William T. Pecora
- Dan Schneiderman
- John Watts Young

### 1973
- George W. S. Abbey
- Alan L. Bean
- Leland F. Belew
- Charles A. Berry
- Aleck C. Bond
- Anthony J. Calio
- Eugene Cernan
- Aaron Cohen
- Charles Conrad
- Richard W. Cook
- John H. Disher
- Paul C. Donnelly
- Ronald E. Evans
- Arnold W. Frutkin
- Owen Garriott
- Ernst D. Geissler
- Roy E. Godfrey
- Robert H. Gray
- George B. Hardy
- Robert C. Hock
- William P. Horton
- S. Neil Hosenball
- Roy P. Jackson
- Richard S. Johnston
- Joseph Kerwin
- James E. Kingsbury
- Jack A. Kinzler
- Kenneth S. Kleinknecht
- Joseph N. Kotanchik
- Chester M. Lee
- William E. Lilly
- Jack R. Lousma
- Owen G. Morris
- Rocco Petrone
- Isom A. Rigell
- Miles Ross
- George T. Sasseen
- Harrison H. Schmitt
- William C. Schneider
- Richard G. Smith
- Howard W. Tindall
- Paul J. Weitz

### 1974
- Donald D. Buchanan
- Gerald P. Carr
- Walker E. Giberson
- Edward G. Gibson
- Charles F. Hall
- Robert L. Krieger
- Dale D. Myers
- William Pogue
- Norman Pozinsky
- Martin L. Raines
- Lee R. Scherer
- John M. Thole
- Robert F. Thompson

### 1975
- Vance D. Brand
- Robert H. Curtin
- M. P. Frank
- Donald P. Hearth
- Chester M. Lee
- Glynn S. Lunney
- Joseph B. Mahon
- Ellery B. May
- John L. McLucas
- William Nordberg
- George F. Page
- Donald K. Slayton
- Thomas P. Stafford
- David Williamson

### 1976
- Charles J. Donlan
- Isaac T. Gillam
- Charles R. Gunn
- William M. Lohse
- Charles W. Mathews
- John J. Neilon
- Leonard Roberts
- William R. Schindler

### 1977
- Edgar M. Cortright
- Malcolm R. Currie
- James C. Fletcher
- Noel W. Hinners

- Leonard Jaffe
- Harriett G. Jenkins
- Robert S. Kraemer
- Bruce T. Lundin

- Hans M. Mark
- James S. Martin
- John E. Naugle
- Henry W. Norris
- A. Thomas Young

### 1978
- Kenneth R. Chapman
- Duward Crow
- Robert H. Curtin
- Marvin L. McNickle
- David R. Scott
- Milton Orville Thompson
- Gerald M. Truszynski

### 1981
- Robert L. Crippen[3]
- Paul C. Donnelly

### 1992
- Berrien Moore III

### 1995
- Dr. Charles J. Pellerin

### 2000
- Pas de récompense.

### 2001
- Jack Brooks
- Claude Nicollier
- Courtney Stadd
- James S. Voss[4]
- Joseph Philip Loftus Jr.

### 2002
- Scott E. Parazynski

### 2003
- Kalpana Chawla
- William McCool[5]
- Axel Roth[6]

### 2004
- Lott W. Brantley Jr.
- G. Scott Hubbard

### 2007
- Douglas Hendriksen[7]

### 2008
- Walter Cunningham
- Donn Eisele
- Fuk Li
- Walter Schirra
- E. Myles Standish
- Richard Sunseri

### 2009
- Christopher Scolese[8]
- Stephanie Wilson

### 2010[9]
- David K. Alonso
- Scott D. Altman
- John M. Grunsfeld
- Jeffrey M. Hanley
- John T. James
- Suresh M. Joshi
- William H. Kinard
- Steven J. Ostro
- Mark L. Polansky
- Frederick Sturckow
- Jacob Trombka
- David A. Wolf

### 2011
- Stephen K. Robinson
- Richard Mushotzky
- Daniel McCleese
- J. Richard Fisher
- Stephanie Wilson

### 2012
- Frank J. Benz[10]
- Byron Butler
- Sam V. Digesu
- Christopher J. Ferguson
- David C. Folta
- Michael E. Fossum
- Mark E. Kelly
- Alan J. Lindenmoyer
- David M. Martin[11],
- Ann McNair
- Robert R. Meyer
- Martin G. Mlynczak
- Philip E. Phillips [11]
- Craig L. Purdy
- Daniel C. Reda
- Joseph Savino
- Phillip A. Sabelhaus
- Peter J. Serlemitsos
- Michael T. Suffredini
- Richard Zurek